# Санта Марија а Вецано (Фиренца)
Санта Марија а Вецано је насеље у Италији у округу Фиренца, региону Тоскана.
Према процени из 2011. у насељу је живело 349 становника. Насеље се налази на надморској висини од 337 м.